# Bogoslav
Bogoslav je moško osebno ime.

## Izvor imena
Ime Bogoslav je različica moških osebnih imen Bogdan, Bogomil, Bogomir in Teodor.

## Pogostost imena
Po podatkih Statističnega urada Republike Slovenije je bilo na dan 31. decembra 2007 v Sloveniji število moških oseb z imenom Bogoslav: 37.